# 托马斯·弗拉赫
托马斯·弗拉赫（德語：Thomas Flach，1956年6月3日—），德国男子帆船运动员。他曾代表东德、德国参加1988年、1992年和1996年夏季奥林匹克运动会帆船比赛，共获得二枚金牌。